# Der Fluch (1924)
Der Fluch ist ein österreichisches Stummfilmdrama von 1924 aus dem jüdischen Milieu. Unter der Regie von Robert Land spielt Oskar Beregi die Hauptrolle eines weltlichen Juden, dessen Entfernung vom Glauben und eine Treulosigkeit gegenüber seiner Braut den titelgebenden Fluch einbringt. In einer Nebenrolle ist die 18-jährige Lilian Harvey in ihrer ersten regulären Filmrolle zu sehen.

## Handlung
Die Geschichte spielt in der Welt des ostjüdischen Schtetl, ehe diese im Zweiten Weltkrieg gewaltsam unterging. In einer dieser Siedlungen lebt der kraftstrotzende Pferdehändler Jehuda Nachmann. Dieser ist von Natur aus bodenständig und demzufolge auch praktisch veranlagt und will es mit seinem Beruf zu Wohlstand für sich und seine zukünftige Familie bringen. Die Religion kümmert ihn nur wenig, die Satzungen der Thora interessieren ihn nicht. Das ganze Gegenteil zu dem weltlichen Jehuda ist der tief in seinem Glauben verwurzelte Händler Esra, der seine Tochter Lea vergöttert und dem der Glaube über alles geht. Lea ist vom stattlichen Jehuda mehr als nur angetan und übersieht dabei, dass sie der besser zu ihr passende Wassili verehrt. Esra gibt schließlich dem Drängen seiner Tochter nach und stimmt der Verlobung Leas mit Jehuda zu, die nach altem Brauch in Esras Haus per Handschlag besiegelt wird. 
Trotz dieser unterschiedlichen Lebensphilosophien und Grundeinstellungen scheint das junge Paar zunächst glücklich. Doch für den flatterhaften Jehuda ist diese Partnerschaft längst nicht so heilig wie für die qua Erziehung in festen Prinzipien verhafteten Lea. Beim Laubhüttenfest beschäftigt sich Jehuda mehr mit der nicht gerade abgeneigten, hübschen Rachel als für einen gebundenen Mann eigentlich schicklich ist. Und so kommt es, dass Jehuda und Rachel ein Paar werden. Die junge Frau wird schwanger, woraufhin sich die unglückliche Lea das Leben nimmt, in dem sie ins Wasser geht. So steht von Anbeginn ein Fluch über Jehudas neuem Glück. Denn nach Lea stirbt auch seine Rachel, sie allerdings an Kindbettfieber bei der Geburt ihres Kindes. Als Jehuda, der auf Reisen war, heimkehrt, tritt ihm ein verbitterter Esra auf dem Marktplatz gegenüber und verflucht öffentlich den Verlobten seiner toten Tochter, da er ihm wegen seiner Treulosigkeit die Schuld an ihrem Freitod gibt. Fortan weicht dieser Fluch nicht mehr aus Jehudas Leben. Als Geächteter und von seinen Mitbürgern Verfemter sieht Jehuda keine andere Möglichkeit mehr, als das Schtetl zu verlassen und woanders neu anzufangen. 
Jahre später ist es Nachmann gelungen, in einer kleinen Grenzstadt eine neue Existenz aufzubauen. In der liebenswerten Ruth hat er mittlerweile eine Tochter, die in Schönheit erblüht ist. Doch die Vergangenheit lässt ihn auch in der Fremde nicht los. Am Tag der Verlobung Ruths mit Joel, dem Talmudschüler, holt Jehuda die Vergangenheit wieder ein, und der Fluch fordert ein neues Opfer: Inmitten der jüdischen Zeremonie fällt die Menora, der siebenarmige Leuchter, von der Wand und schmettert auf den Boden. Joel, von einer finsteren Vorahnung beseelt, bricht daraufhin bewusstlos zusammen. Jehuda, der bislang areligiöse Jude, muss nun öffentlich seine Schuld eingestehen und vom Fluch berichten. Der Ältestenrat tritt daraufhin zusammen und berät in einer Art Gerichtsverfahren, wie nun zu handeln sei. Dem bindenden Urteilsspruch des Rabbis Eliser muss sich auch Jehuda unterwerfen. Ohne Abschied nehmen zu können, muss er, so will es das Verdikt, Haus und Tochter zurücklassen, und, wie einst Ahasver, ohne Ziel und Zeit umherwandern, heimatlos und ausgestoßen, nur mit dem Ziel Gott, der ihn verlassen hat, zu suchen. Erst, wenn der Herr ihm ein sichtbares Zeichen der Sühne gibt und Jehuda Gott wiedergefunden habe, dürfe er zurückkehren. Und so verlässt Jehuda erneut das Schtetl, diesmal aber nicht auf der Flucht vor seinen Mitmenschen, sondern auf der Suche nach Gott und der Wiedererlangung des eigenen Seelenheils.

## Produktionsnotizen
Der Fluch entstand im Frühjahr 1924 in Wien und wurde am 28. Februar 1925 in Wien uraufgeführt. Die Länge des Fünfakters mit Vorspiel betrug etwa 2100 Meter.
Die Filmbauten gestalteten Hans Berger und Hans Rouc.

## Kritiken
Die zeitgenössische Kritik begegnete dem Film 1925 mit einigem Wohlwollen:
In Wiens Neue Freie Presse war in der Ausgabe vom 20. Februar 1925 zu lesen: „Ein ungemein wirksames Thema ist hier zu einem packenden Film gestaltet worden, dessen menschlicher Gehalt auch dem nichtreligiösen Zuschauer ans Herz rührt. Fluch und Verzeihung …, sie spielen in diesem Film die Rollen metaphysischer Gewalten, ganz wie es der Mentalität des gläubig-frommen Menschen entspricht. (…) Um die Darstellung haben sich Künstler mit Namen von bestem Klang verdient gemacht. Der Rabbie Elieser Ferdinand Bonns steht dem eindrucksvollen Büßer Oskar Beregis in nichts nach. Albert Heine als Esra ist grandios im Fluch, matt bei der Verzeihung. (…) Als Tochter des Büßers rührt Lilian Harvey durch Anmut und beredten Ausdruck. (…) Die Regie Robert Lands ist meisterhaft und läßt sich keine Gelegenheit zu gemäldehafter Bildwirkung entgehen.“
Der Tag konstatierte: „Die Regie von Robert Land ist anerkennenswert, die Handlung entrollt sich in spannenden Szenen von packender Wirkung.“
In Wiens Arbeiter Zeitung heißt es: „Die Regie hat hübsche Einfälle, hätte aber dafür sprgen sollen, dass die Darsteller der polnischen Juden nicht gar soviel mit den Händen reden. Das wirkt streckenweise wie eine Karikatur. Auch hier kommt das Hauptverdienst am Gelingen des Films den Schauspielern zu. Oskar Beregi … sind in Maske und Spiel gleich vortrefflich,, und die junge herzige Lilian Harway [sie!] scheint sehr talentiert zu sein. Der Film wurde in Graz und Linz verboten. Es gehört schon sehr viel Kurzsichtigkeit dazu, die allgemein menschliche Versöhnungstendenz dieses Dramas zu verkennen … “
Auch die moderne Kritik befasste sich bei der Wiederaufführung mit Der Fluch:
Stummfilm.at kommt in seiner Analyse zu folgendem Schluss: „Das Thema der Entwurzelung wird hier verpackt in ein Schuld und Sühnedrama ähnlich dem christlichen Mysterienspiel, in dem auch die Sehnsucht nach Gnade und Erlösung den Weg zu Gott in Form eines tugendhaften Lebens ebnen soll. Der moralische Zeigefinger determiniert Unglück als Rache der Vorsehung für menschliches Fehlverhalten, das nur durch Opfer und Leiden besänftigt und durch Wunder geheilt werden kann.“
Auf viennale.at heißt es: „Ein Film über Schuld und die Suche nach Vergebung.“